# Радослав Славчев
Радослав Славчев – Ривърмен е български бас китарист.

## Биографични данни
Роден е в Русе през 1982 г. През 2006 г. завършва Национална музикална академия със специалност бас китара.

## Музикална кариера
Бил е част от групите Сафо и Попърс. Работил е с Иво Папазов и Васил Найденов.